# Parque nacional natural Cordillera de los Picachos
El parque nacional natural Cordillera de Los Picachos se encuentra ubicado en la Cordillera Oriental, Región Andina de Colombia. Forma parte de los departamentos colombianos de Caquetá  y Meta dentro de las jurisdicciones de los municipios de San Vicente del Caguán, Guacamayas y La Uribe.
Como característica, en este parque confluyen la Amazonía, la Orinoquía y la Región Andina de Colombia. Se encuentra en una zona de alta pluviosidad (5000 mm al año). Las montañas están cubiertas de bosques vírgenes y hay cascadas de hasta 300 metros. Los ecosistemas involucrados dentro del parque son el páramo andino, la selva y el bosque montañoso.
El parque es el sitio de nacimiento del río Guayabero, que más abajo toma el nombre de río Guaviare, uno de los principales afluentes del gran río Orinoco.